# Exit Stage Left: The Snagglepuss Chronicles
Exit Stage Left: The Snagglepuss Chronicles — ограниченная серия комиксов, которую в 2018 году издавала компания DC Comics.

## Синопсис
1953 год. Снэглпус — драматург из Миссисипи, состоящий в лавандовом браке с актрисой своей пьесы Лилой Лайон. Бо́льшую часть времени он проводит со своим парнем Пабло. Герой становится мишенью Комиссии по расследованию антиамериканской деятельности в связи с написанной им пьесой.

### Выпуски
| № | Дата выхода    | Оценка на Comic Book Roundup    | Предполагаемый объём продаж (первый месяц) |
| - | -------------- | ------------------------------- | ------------------------------------------ |
| 1 | 3 января 2018  | 8,4 из 10 на основе 22 рецензий | 10 912, позиция в Северной Америке — 163   |
| 2 | 7 февраля 2018 | 8,5 из 10 на основе 9 рецензий  | 7 991, позиция в Северной Америке — 198    |
| 3 | 7 марта 2018   | 8 из 10 на основе 6 рецензий    | 7 576, позиция в Северной Америке — 206    |
| 4 | 4 апреля 2018  | 7,1 из 10 на основе 8 рецензий  | 6 939, позиция в Северной Америке — 223    |
| 5 | 2 мая 2018     | 8,4 из 10 на основе 6 рецензий  | 6 478, позиция в Северной Америке — 248    |
| 6 | 6 июня 2018    | 8,1 из 10 на основе 7 рецензий  | 6 263, позиция в Северной Америке — 233    |

### Сборники
| Название                                    | Тип            | Дата выхода     | Собранный материал                               | Кол-во страниц | ISBN                      | Предполагаемый объём продаж (первый месяц) |
| ------------------------------------------- | -------------- | --------------- | ------------------------------------------------ | -------------- | ------------------------- | ------------------------------------------ |
| Exit Stage Left: The Snagglepuss Chronicles | Мягкая обложка | 22 августа 2018 | Exit Stage Left: The Snagglepuss Chronicles #1-6 | 168            | 9781401275211, 1401275214 | 1 605, позиция в Северной Америке — 44     |

## Отзывы
На сайте Comic Book Roundup серия имеет оценку 8,1 из 10 на основе 58 рецензий. Чейз Магнетт из ComicBook.com дал первому выпуску оценку «A-» и написал, что он «номинально о прошлом, но на самом деле о настоящем» и назвал это «лучшим видом исторического повествования». Мэтью Канделария из Comic Book Resources выделил 10 сильных сторон комикса и одной из них стало то, как в нём продемонстрирована «охота на ведьм». Ричард Грей из Newsarama дал дебюту 10 баллов из 10 и отметил, что он «наполнен историческими и поп-культурными отсылками, которые добавляют достоверности». Крис Камминс из Den of Geek вручил первому выпуску 5 звёзд из 5 и подчеркнул, что «интересным творческим решением является то, как Рассел переплетает реальных персонажей», приведя в пример Лилиан Хеллман и Дороти Паркер.

### Награды
| Год  | Награда                                       | Категория                                     | Результат | Пр.    |
| ---- | --------------------------------------------- | --------------------------------------------- | --------- | ------ |
| 2019 | GLAAD Media Awards                            | Outstanding Comic Book                        | Победа    | [ 27 ] |
| 2019 | Dwayne McDuffie Award for Diversity in Comics | Dwayne McDuffie Award for Diversity in Comics | Номинация | [ 28 ] |